# 張誼
張誼（？—？），字宜言，號左川，浙江紹興府蕭山縣人，匠籍，明朝政治人物。

## 生平
浙江鄉試第十六名舉人。嘉靖三十二年（1553年）中式癸丑科會試第十七名，二甲第九十三名進士。都察院观政，卒。

## 家族
曾祖張玨；祖父張幹山，指揮使；父張廷柱，母高氏。兄张諠、弟张詞、张诘、张调（生员）、张语、张諧（监生）。